# ایوانوفکا (شهرستان تاتیشلینسکی، باشقیرستان)
ایوانوفکا (انگلیسی: Ivanovka, Tatyshlinsky District, Republic of Bashkortostan) یک شهرک در شهرستان تاتیشلینسکی استان باشقیرستان کشور روسیه است.